# Charleston Mercury
Le Charleston Mercury fut un journal sécessionniste publié à Charleston, en Caroline du Sud à partir de 1822. Un nouveau journal du même nom fut recréé en 2000 et continua sa publication dans les alentours de Charleston.

## Historique

### Les débuts
Le Charleston Mercury fut publié pour la première fois en janvier 1822 avec à sa tête, l'éditeur Edmund Morford, originaire du New Jersey, et  dont la volonté fut de publier un journal proclamant sa neutralité politique tout en étant essentiellement littéraire sous le nom officiel de Charleston Mercury and Morning Advertiser,. Mais, après dix-huit mois de publications, les ventes diminuèrent.
William Morford vendit alors le journal à Henry L. Pinckney. Le nouveau propriétaire, juge et politicien, prit le contre-pied du précédent. Il fait changer le nom du journal qui devint le Charleston Mercury (1825-1861) avec une publication quotidienne sauf le dimanche. Durant ses huit années comme éditeur, le journal devint le port-parole du vice-président John Caldwell Calhoun.
Pendant la crise politique de la «nullification» (1828-1833), opposant la Caroline du Sud au gouvernement fédéral du président Andrew Jackson, le journal prit fait et cause pour l'État de Caroline du Sud qui refusa et jugea inconstitutionnelles les lois fédérales de 1828 et 1832 sur les charges fiscales des produits importés. En 1832, un autre juge et politicien, John Allan Stuart, lui aussi membre de l'assemblée législative de Caroline du Sud, remplaça Pinckney. Avec son beau-frère, Robert Barnwell Rhett, ils continuèrent dans la même voie en suivant Calhoun et devint le journal promouvant l'esclavage et l'unité politique du Sud. Son propriétaire, Robert Barnwell Rhett, posséda deux plantations et 190 esclaves.
Vers 1844, Rhett perdit confiance en la capacité de Calhoun à réussir l'unité du Sud et commença à supporter le fait que la Caroline du Sud doivent agir de manière indépendante. Stuart démissionna et fut remplacé par un nouvel éditeur, le journaliste professionnel John Milton Clapp. Mais la rupture avec Calhoun provoqua une baisse des abonnements au Charleston Mercury tombant de près de 5000 à 550,. Clapp fut rapidement remplacé par John E. Carew dès février 1845, juge et membre de l'assemblée de Caroline du Sud, qui replaça le journal dans la mouvance de Calhoun. Le journal était plutôt agressif contre ses opposants à tel point que cela se terminait parfois en dehors du terrain journalistique comme ce fut le cas pour le co-éditeur William R. Taber qui fut tué en 1856 dans un duel avec un adversaire d'un journal concurrent qu'il avait ciblé.

### Guerre de sécession

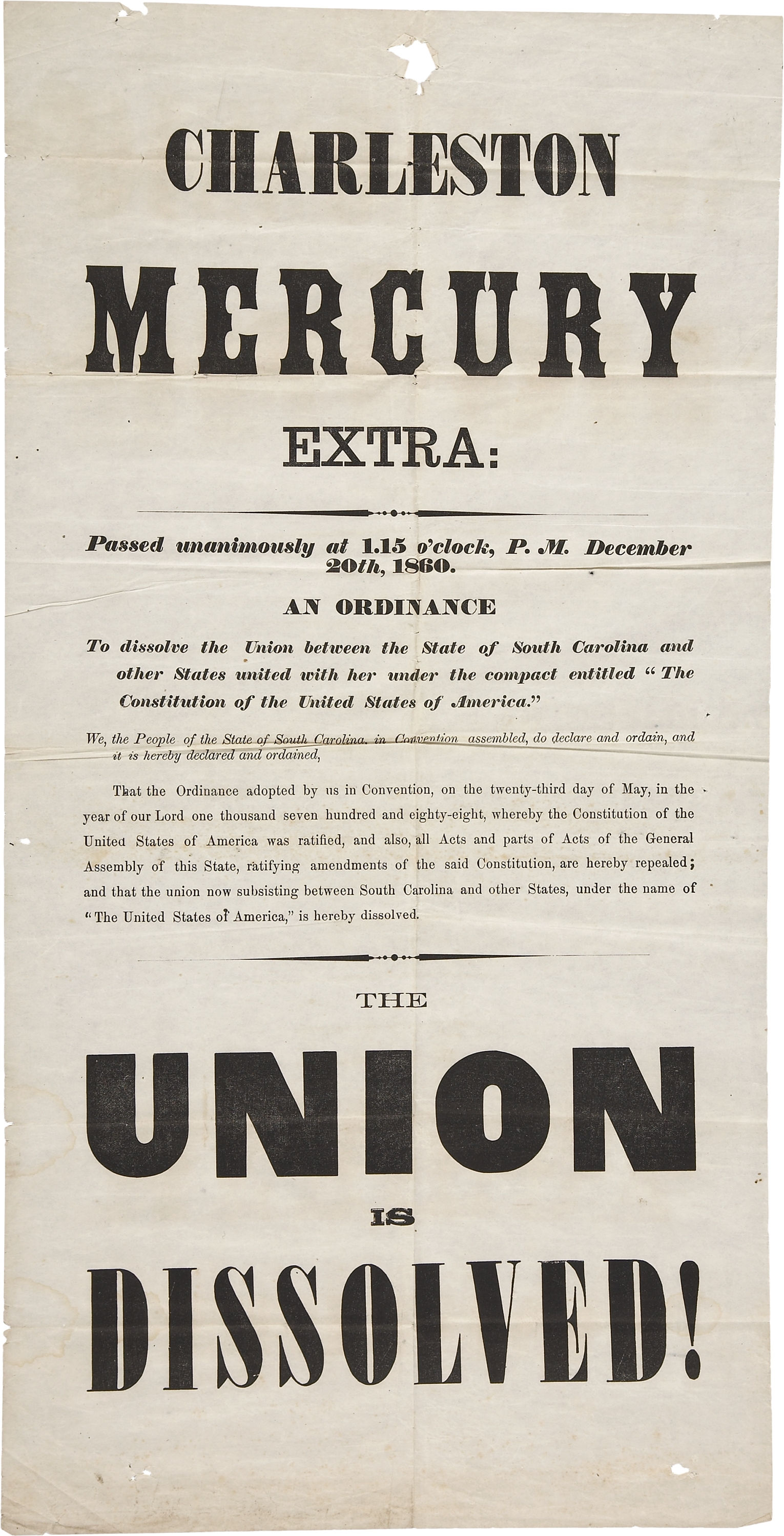
La Déclaration de Sécession de Caroline du Sud, publiée dans le Charleston Mercury le 20 décembre 1860.

Pendant la guerre de sécession, le journal était "fortement sécessionniste", appelant les sud caroliniens à prendre les armes pour défendre le Sud. Le journal connut aussi la célébrité pour avoir fait sa Une avec le titre «The Union is disolved» (l'Union est dissoute) le 20 décembre 1860 ayant fait l'objet de nombreuses études,,,.
Le journal couvrit très largement le bombardement de Fort Sumter.
Politiquement Robert Barnwell Rhett Sr., aidé désormais de son fils Robert B. continua de soutenir une sécession dure. Le Charleston Mercury était critique avec les généraux de Jefferson Davis et les généraux confédérés trop «mous», contrairement à son concurrent pro-Davis, le Charleston Courier mais les ventes de ce dernier restèrent supérieures à celles du Charleston Mercury.

Le journal ne sortit plus que 3 fois par semaine à partir d'octobre 1861 et prit le nom de Tri-Weekly Mercury tout en gardant parfois l’appellation Charleston Mercury. Le journal couvrit aussi les différents faits se produisant en Caroline du Sud dont celui du 11 décembre 1861 où Charleston subit un grand incendie détruisant plusieurs centaines de maisons. Le Charleston Mercury publia alors la liste des destructions.
Journal en pleine période de guerre, le Charleston Mercury retransmit les appels à volontaires et les exploits guerriers tels que la capture du Steamer Ariel par le CSS Alabama le 7 décembre 1862
L'humoriste George William Bagby fut le correspondant à Richmond (Virginie), du Charleston Mercury pendant la guerre civile américaine. Il couvrit la politique de la guerre et Hermes, son nom de plume, se fit une réputation d'écrivain sans crainte critiquant le général confédéré Robert E. Lee aussi facilement que le président confédéré". Robert B. Rhett Jr lui exprima ses souhaits qu'il puisse reprendre avec le Charleston Mercury ses attaques contre la politique militaire de Jefferson Davis.
L'occupation de Charleston par l'armée de l'Union entraîna l'arrêt de sa publication depuis cette ville mais la presse fut déménagée à l'automne 1864 à Columbia pour la poursuivre. Elle dut cesser lorsque la ville fut incendié par les troupes de l'Union.
Suspendu depuis le 12 février 1865, la publication du Charleston Mercury  reprit après la guerre de sécession, le 18 novembre 1866 avant la fermeture permanente du journal en 1868,.

## Journal contemporain
En mars 2000, Charles W. Waring III et un groupe d'investisseurs, créèrent un journal en ligne portant le même nom. Il couvrit l'intronisation de George W. Bush en janvier 2001 puis l'événement le Goût du Sud en mai de la même année. En octobre 2002, la Evening Post Publishing Company rachèta 70 pour cent du journal et une édition imprimée fut lancée. À partir de ce moment et jusqu'en mars 2013, le Charleston Mercury fut publié toutes les deux semaines; depuis lors, le journal publia une édition mensuelle sous la propriété de Holy City Productions, LLC, une firme de médias indépendante détenue par Waring et un groupe d'investisseurs. Le nouveau Charleston Mercury put atteindre environ 50.000 lecteurs dans la région de Charleston.
Tim Hames, ancienne plume du Times de Londres, écrivit pour le Charleston Mercury et The Tablet.